# Ringo for President
"Ringo for President" é uma novelty song de The Young World Singers de 1964. Defende o baterista dos Beatles Ringo Starr como o candidato ideal à presidência "porque ele não fala sobre guerra". A canção foi lançada durante a eleição presidencial nos Estados Unidos em 1964 e alguns fãs foram à Convenção Nacional Republicana da Califórnia com sinais referentes ao título da música. Ficou conhecida pela versão cover do artista australiano Rolf Harris.